# Amphoe Na Dun
Amphoe Na Dun (thaï : นาดูน) est un amphoe de la province de Maha Sarakham.

## Histoire
On y trouve ancienne ville de Muang-Champasi remontant à l'empire khmer.